# Natrium-4-(methoxycarbonyl)phenolat
Natrium-4-(methoxycarbonyl)phenolat (Natrium-Methylparaben) ist eine chemische Verbindung aus der Gruppe der substituierten Phenolate und Carbonsäureester. Es ist ein Parabenderivat, genauer das Natriumsalz des Methylparaben.

## Gewinnung und Darstellung
Zur Synthese von Natrium-4-(methoxycarbonyl)phenolat wird Kaliumsalicylat an Luft oder unter Kohlendioxid-Atmosphäre auf 215 bis 220 °C erhitzt. Die entstandene p-Hydroxybenzoesäure wird mit Methanol unter Schwefelsäure-Katalyse verestert und mit einer Base wie einem Alkalihydroxid oder -phenolat in das Natriumsalz überführt.

## Eigenschaften
Natrium-4-(methoxycarbonyl)phenolat ist ein brennbarer, schwer entzündbarer, kristalliner, weißer, fast geruchloser Feststoff, der leicht löslich in Wasser ist. Er ist hygroskopisch und zersetzt sich bei Erhitzung über 313 °C.

## Verwendung
Natrium-4-(methoxycarbonyl)phenolat wird zur Konservierung von Kosmetika und Lebensmitteln und in der Industrie zur Konservierung von technischen Produkten verwendet. In der Verordnung (EG) Nr. 1333/2008 wird es unter E 219 geführt.